# Chris Young (baseball, 1983)
Pour les articles homonymes, voir Chris Young et Young.
Christopher Brandon Young (né le 5 septembre 1983 à Houston, Texas, États-Unis) est un ancien voltigeur de la Ligue majeure de baseball. 
Il compte une sélection au match des étoiles de la Ligue majeure de baseball, en 2010 avec les Diamondbacks de l'Arizona.

## White Sox de Chicago
Chris Young est drafté au 16e tour de sélection par les White Sox de Chicago en 2001. Il est avantageusement considéré par les experts de Baseball America comme l'un des jeunes joueurs les plus prometteurs dans l'organisation des White Sox, notamment en raison de sa rapidité.
Cependant, lorsque les White Sox veulent faire l'acquisition du lanceur étoile Javier Vázquez, ils doivent sacrifier Young, encore en ligues mineures. Le voltigeur passe donc aux Diamondbacks de l'Arizona en compagnie des lanceurs Orlando Hernández et Luis Vizcaíno le 20 décembre 2005.

## Diamondbacks de l'Arizona

### Saison 2006
Chris Young fait ses débuts dans les majeures le 18 août 2006 pour Arizona, et il obtient à sa première partie son premier coup sûr en carrière, réussi aux dépens du lanceur Woody Williams, des Padres de San Diego. Le 23 août, il claque son premier coup de circuit au plus haut niveau, une frappe réussie contre un lanceur des Giants de San Francisco, Jason Schmidt. Il termine la saison 2006 en Arizona, s'alignant avec le club pour 30 parties, au cours desquelles il totalise notamment 10 points produits et 10 points marqués.

### Saison 2007
Young connaît une excellente saison recrue en 2007, alors qu'il mène les joueurs de première année de la Ligue nationale avec 27 vols de buts. Il claque un impressionnant total de 32 circuits à sa première saison complète, mais une autre recrue, Ryan Braun de Milwaukee, en frappe deux de plus et remporte éventuellement le titre de recrue par excellence de la Nationale cette saison-là, alors que Young prend le quatrième rang du vote tenu en fin d'année. Comme beaucoup de frappeurs de puissance, Young est fréquemment retiré sur des prises (141 fois en 148 matchs en 2007) et ne affiche une moyenne au bâton peu reluisante de ,237. Le jeune joueur produit 68 points à sa première saison complète, en marque 85 et totalise 135 coups sûrs.
Il participe aux séries éliminatoires avec les Diamondbacks et produit quatre points grâce à deux circuits en trois matchs lors de la Série de divisions où Arizona élimine les Cubs de Chicago. Il réussit quatre coups sûrs en quatre matchs, avec un point produit, en Série de championnat, mais les D-Backs subissent l'élimination par leurs adversaires, les Rockies du Colorado.

### Saison 2008
En 2008, Chris Young égale ou améliore la plupart de ses statistiques offensives : 155 coups sûrs, 42 doubles, 85 points produits, 85 points comptés et moyenne au bâton de ,248. Il frappe 22 circuits et ne vole que 14 buts, une baisse par rapport à l'année précédente. Il est à son poste au champ centre dans la majorité des parties des Diamondbacks, et joue 160 fois dans le calendrier régulier de 162 parties.

### Saison 2009
Affichant des statistiques à la baisse en 2009, il voit sa moyenne au bâton chuter à ,212.

### Saison 2010
Cependant, il connaît sa meilleure saison jusque-là dans les majeures en 2010, année où il reçoit pour la première fois une invitation au match des étoiles. Auteur d'une moyenne au bâton de ,257, Young affiche des records personnels dans la plusieurs catégories offensives, avec entre autres 91 points produits et 94 points marqués. Il réussit un nouveau personnel de 28 vols de but, réussit 150 coups sûrs dont 33 doubles, et claque 27 longues balles avec son équipe, qui termine en dernière position dans la division Ouest de la Ligue nationale.

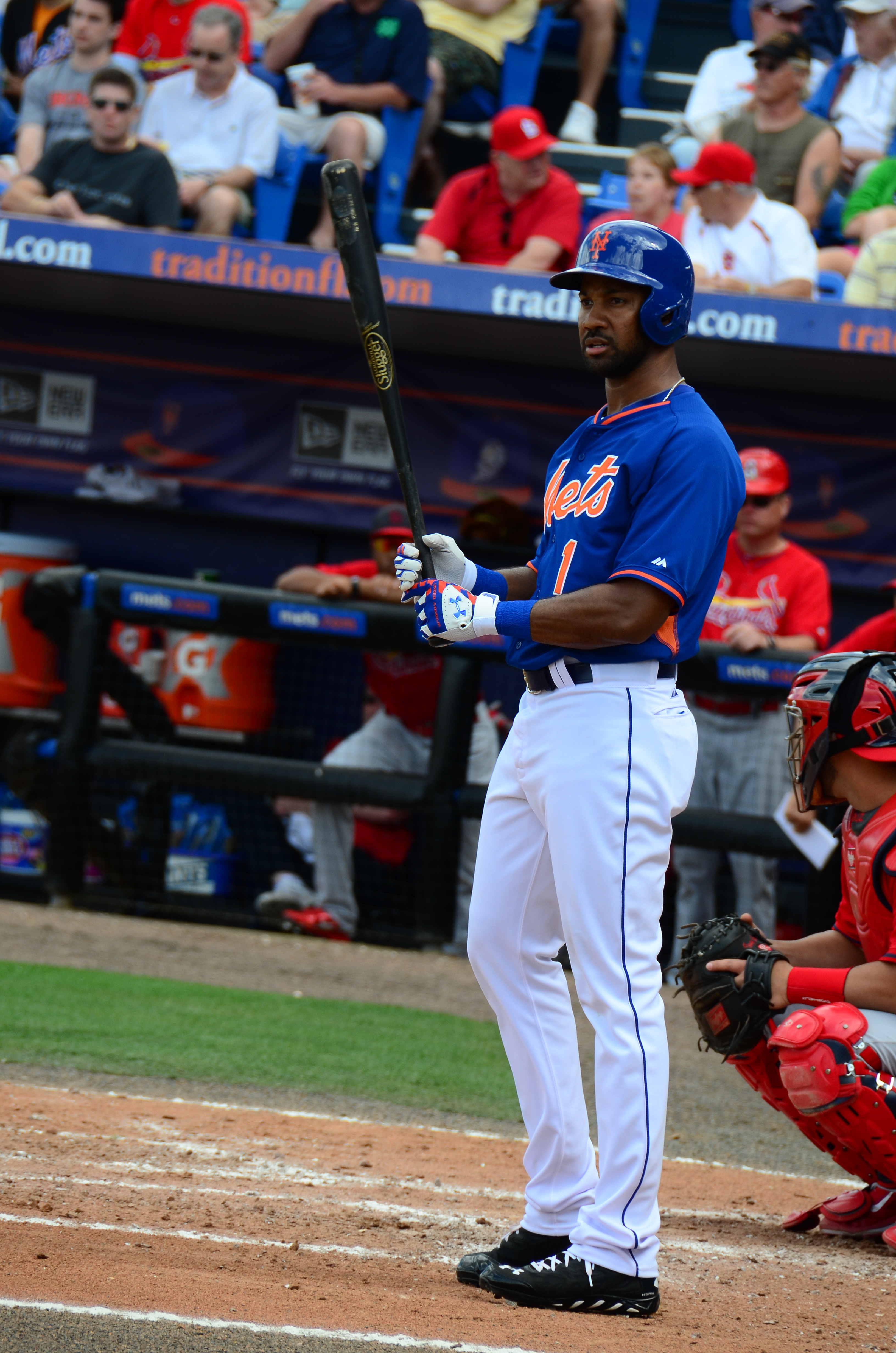
Chris Young au camp d'entraînement des Mets de New York en mars 2014.

### Saison 2011
La production offensive de Young chute en 2011 avec 20 circuits, 71 points produits et une moyenne au bâton de ,236 en 156 parties, le même nombre de matchs joués que la saison précédente. Il est tout de même deuxième dans l'équipe pour les circuits après Justin Upton, troisième pour les points produits après Upton et Miguel Montero, et premier pour les buts volés avec 22. En éliminatoires, il frappe sept coups sûrs en cinq parties pour une moyenne au bâton de ,389 face aux Brewers de Milwaukee. Il produit quatre points et claque trois circuits, dont deux dans la quatrième partie de la Série de divisions.

## Athletics d'Oakland
Le 20 octobre 2012, les Diamondbacks échangent Young aux Athletics d'Oakland en retour du joueur d'avant-champ Cliff Pennington et du joueur des ligues mineures Yordy Cabrera. En 107 matchs des A's en 2013, Young ne frappe que pour ,200 de moyenne au bâton avec 12 circuits, 40 points produits et 10 buts volés. Il est laissé de côté lors des séries éliminatoires.

## Mets de New York
Young se joint aux Mets de New York pour la saison 2014 : en 88 matchs joués, il réussit 8 circuits, 7 buts volés, produit 28 points et frappe pour ,205. Insatisfaits, les Mets le libèrent de son contrat le 15 août 2014.

## Yankees de New York
Les Yankees de New York mettent Young sous contrat le 28 août 2014. Il est aligné dans 23 parties de l'équipe et frappe pur ,282 avec 3 circuits, 10 points produits et un but volé. Il termine la saison 2010 avec 11 circuits, 38 points produits, 8 vols de buts et une moyenne au bâton de ,222 en 111 parties jouées au total pour les deux clubs new-yorkais.

## Red Sox de Boston
Le 2 décembre 2015, Young signe un contrat de 13 millions de dollars pour deux saisons avec les Red Sox de Boston.